# Thượng viện (México)
Thượng viện México (tiếng Tây Ban Nha: Senado de la República), theo hiến pháp là Viện các thượng nghị sĩ của Quốc hội México đáng kính (tiếng Tây Ban Nha: Cámara de Senadores del H. Congreso de la Unión), là thượng viện của Quốc hội México.
Thượng viện gồm 128 thượng nghị sĩ:
- Hai nghị sĩ đại diện cho mỗi trong 32 tiểu bang được bầu theo nguyên tắc đa số tương đối;
- Một nghị sĩ cho mỗi bang trong 32 tiểu bang và một cho Đặc khu Liên bang, được phân bổ theo nguyên tắc thiểu số đầu tiên (tức là trao cho đảng đã giành được số phiếu bầu cao thứ hai trong tiểu bang hoặc Đặc khu Liên bang);
- Ba mươi hai thượng nghị sĩ toàn quốc, được phân chia giữa các đảng theo tỷ lệ phần trăm trong số phiếu bầu của cả nước.

Trong một cuộc tranh cử nghị sĩ, mỗi bên chỉ định hai ứng cử viên tranh cử và được bầu với nhau bằng cách bỏ phiếu trực tiếp. Đảng của hai ứng cử viên giành số phiếu cao thứ hai trong tình trạng hoặc Federal District sau đó gán một thượng nghị sĩ để chiếm ghế thứ ba (ghế đầu tiên thiểu số), theo danh sách các ứng cử viên mà các bên đăng ký với bầu cử Viện Bầu cử Liên bang (IFE).
Nhiệm kỳ của thượng nghị sĩ là sáu năm, tranh cử đồng thời với tổng thống México. Các cuộc bầu cử đặc biệt rất hiếm, vì mỗi cuộc bầu cử thay thế được chọn tại mỗi cuộc bầu cử.